# 米尔地区圣哥达
米尔地区圣哥达是奥地利上奥地利州乌尔法尔城郊县的一个市镇。总面积12平方公里，总人口1329人，人口密度110.8人/平方公里（2005年）。